# Anthony Joshua vs Francis Ngannou
Anthony Joshua vs Francis Ngannou, anunciado como Knockout Chaos, fue un combate de boxeo profesional de peso pesado disputado entre el dos veces ex campeón unificado de peso pesado Anthony Joshua y el ex Campeón de Peso Pesado de UFC Francis Ngannou.

## Antecedentes
Después de su victoria por nocaut sobre Otto Wallin en diciembre de 2023, Anthony Joshua fue vinculado con el número uno de la clasificación IBF, Filip Hrgović, o con el titular "interino" del WBO, Zhang Zhilei.  Sin embargo, en enero de 2024 se confirmó que enfrentaría al ex campeón de la UFC, Francis Ngannou, quien en su único combate de boxeo anterior derribó al campeón del WBC y Lineal, Tyson Fury, antes de perder por una controvertida decisión dividida.

## Cartelera
1. ↑  Por el título interino de peso pesado del WBO
2. ↑  Por el título de peso pluma del WBC
3. ↑  Por el título de peso superwélter del WBA
4. ↑  Por el título intercontinental de peso ligero del WBA
5. ↑  Por el título global de peso pesado del WBO

## Peleas

### Cartelera
Antes del evento principal, Israil Madrimov derrotó a Magomed Kurbanov para ganar el título vacante de peso superwélter de la WBA. Esto fue seguido por Nick Ball desafiando al campeón de peso pluma del WBC, Rey Vargas. Después de derribar dos veces al campeón (una vez pareciendo empujarlo antes de conectar un gancho de izquierda), el combate fue declarado empate con puntuaciones de 116-110 para Ball, 114-112 para Vargas y 113-113.

### Zhang vs. Parker
En el combate de respaldo principal, el titular "interino" del WBO, Zhang Zhilei, se enfrentó al ex campeón de peso pesado del WBO, Joseph Parker (WBO: 2º, WBC/WBA: 3º). Parker fue derribado dos veces en el combate, una vez en el 3º asalto con una mano izquierda y otra vez en el 8º asalto con una combinación de gancho izquierdo-derecho.
Sin embargo, la falta de actividad de Zhang en comparación con Parker le costó, ya que dos de los jueces puntuaron a favor de Parker 114-112 y 115-111, con el tercero puntuándolo 113-113.

### Evento principal
Joshua dominó el combate, derribando a Ngannou, quien cambió a zurdo, con un derechazo directo  en el primer asalto. Ngannou se levantó antes de la cuenta y volvió a la posición ortodoxa, pero fue derribado nuevamente en el segundo asalto. Se levantó de nuevo, pero Joshua terminó la pelea con otro derechazo que dejó a Ngannou tendido en la lona durante varios minutos después.

## Secuelas
Hablando en el ring después del combate, el promotor Eddie Hearn dijo: "Están viendo al número uno de los pesos pesados en el mundo, indudablemente. Con esta forma, no hay hombre en el mundo que pueda vencerlo en la división de peso pesado", antes de expresar su deseo de que Joshua enfrente al ganador del combate programado para el 18 de mayo entre Tyson Fury y Oleksandr Usyk.
Ngannou confirmó posteriormente que continuará boxeando a pesar de la derrota. Sin embargo, salió del top veinte de la clasificación del WBC debido a su segunda derrota consecutiva.